# ۱۰۱ (پیش از میلاد)
۱۰۱ (پیش از میلاد) ۱۰۱مین سال قبل از تقویم میلادی است.